# 윤정민 (스타크래프트 프로게이머)
윤정민 (1981년 3월 30일 ~ ) 은 대한민국의 전직 스타크래프트 프로게이머이자, 전 GSL 게임 연출(옵저버)이다.
스타크래프트 프로게이머 시절 Heaven[30D.O.M]이라는 아이디를 사용하였으며 종족은 테란이었다.

## 개요
프로게이머 시절에는 KOR (전 온게임넷 스파키즈) 소속이었으며 1999년 KPGL 프로게이머 선발전 선발전을 통해 데뷔하였다.
2001년 11월 KPGA 8강에 입상한 경력이 있으며, 2005년 군입대를 하면서 은퇴했다.
군에서 제대한 뒤 2008년 초에 곰TV 스타 인비테이셔널을 통해 게임 연출로 데뷔하였다. 이후에 곰TV 클래식에도 참가했고, 워크래프트3, WOW, 창천, 카트라이더, 아바, 서든어택, 배틀필드 등 곰TV에서 진행한 리그 대부분 게임연출로 참가했다. 홍진호의 Project A가 방영될 시점에서부터 이미 1,800여 경기의 옵저빙을 담당했다. 그 외에 홍진호의 Project A에 출연해 홍진호의 코치를 맡은 바가 있다.
2010년부터 2015년 3월까지 GSL 코드 S의 게임 연출을 맡았다.

## 수상경력
- KPGL 프로게이머 선발전 선발
- 인터폴리스배 3위
- MPGL 리그 우승
- 배틀탑 12월 결선리그 3위
- AMD배 PKO프로리그 6위
- AMD배 PKO프로리그 2:2팀플전 우승
- MBCgame KPGA 투어 11월 대회 8강
- 게임아이 주장원 4강 (2000.11)
- 2001년 8월 크레지오배 WBCL 리그 3위
- KTF Nazit 배 프로게이머32강 최강전 5위 (2002.9)